# Görgey István
Görgői és toporci Görgey István, 1848–49-ben Görgei (Késmárk, 1825. február 21. – Budapest, 1912. január 13.) honvédtiszt, történetíró, Görgei Artúr honvéd tábornok öccse.

## Élete
Édesanyja az erdélyi örmény Perczián család leszármazottja. 
Eperjesen végzett középiskolai és jogi tanulmányai után 1841 és 1843 között Debrecenben ügyvédbojtárkodott. Zsedényi Ede írnokaként részt vett az 1843–44-es pozsonyi országgyűlésen, majd 1844-ben Pozsonyban ügyvédi vizsgát tett. 1845-től Szepes vármegye aljegyzőjeként, majd Pesten, később Bécsben ügyvédsegédként gyakorolta hivatását. Az 1848. március 15-ei forradalom alatt még Bécsben élt, de rövidesen Pesten kezdett ügyvédkedni és a szabadságharc kitörésekor önkéntesként jelentkezett a nemzetőrségbe. Augusztusban nemzetőr hadnaggyá léptették elő, majd novembertől honvéd századosként bátyja segédtisztje lett. E minőségében részt vett a szabadságharc szinte valamennyi, Görgei tábornok parancsnoksága alatt vívott  csatájában. 1849 nyarán az 51. honvédzászlóalj 4. századának parancsnokává nevezték ki. A világosi fegyverletétel után büntetésképpen közlegényként besorozták a császári hadsereg 57. (Haynau) gyalogezredébe. 1853-ban váltságdíj ellenében elhagyhatta a hadsereget. Ezután a fővárosban ügyvédi gyakorlatot folytatott, majd 1874-től 1910-ig közjegyzőként tevékenykedett.

## Írói tevékenysége

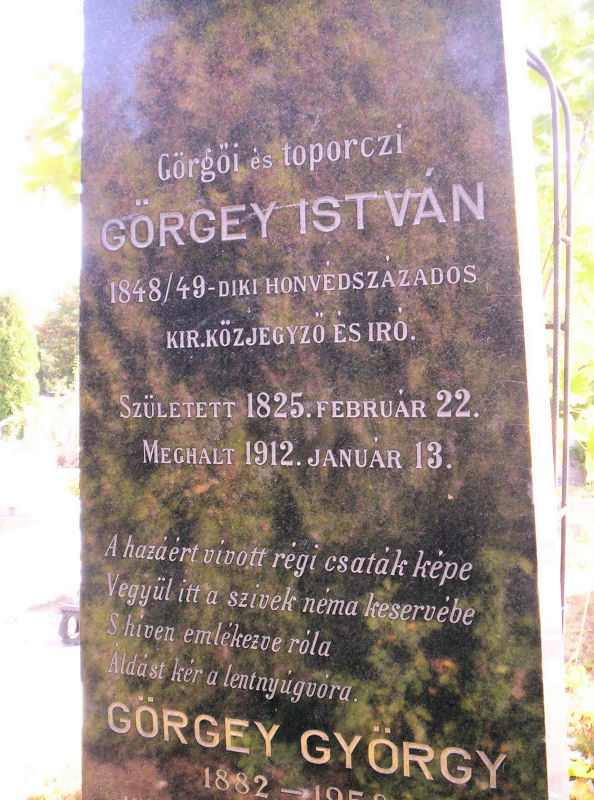
Sírja az Óbudai temetőben

Versei megjelentek több irodalmi lapban, de történetírói munkássága jelentősebb.  A szabadságharcról szóló műveiben igyekezett cáfolni a bátyját illető vádakat.
Főbb művei:
- A moóri csata (Pest, 1867)
- Miért nem Bécsnek. Miért Budára? (Budapesti Szemle, 1884)
- 1848- és 1849-ből. Élmények és benyomások. Okiratok és ezek magyarázata. Tanulmányok és történelmi kritika, I – III. kötet (Budapest, 1885–1888)
- Görgey Arthurról (Hazánk, 1889)
- Az 1849. július 2. komáromi csata (Budapesti Szemle, 1886)
- Kossuth és Görgey (Budapesti Szemle, 1891)
- A Görgey–nemzetség története (Századok, 1904)
- Clio locuta (Budapesti Szemle, 1908)
- Görgey Arthur ifjusága és fejlődése a forradalomig (MTA, Budapest, 1916) (eredeti levelek fölhasználásával)
- Görgey Arthur a száműzetésben 1849–1867 (Budapest, 1918)
- 1848 júniusától novemberéig; sajtó alá rendezte, bev., jegyz. Katona Tamás; Magyar Helikon, Bp., 1980 (Bibliotheca historica)